# Неелов, Дмитрий Дмитриевич
Дмитрий Дмитриевич Неелов (1812, Пески — 1890, Санкт-Петербург) — деятель сельского хозяйства и писатель, вице-директор и директор департамента сельского хозяйства Министерства государственных имуществ, тайный советник, сенатор.

## Происхождение
Его прадед, Иван Васильевич Неелов, участвовал во взятии Шлиссельбурга в 1702 году и имел чин сержанта Преображенского полка. Дед Василий Иванович, будучи придворным архитектором в Царском Селе, был определён к графу Растрелли, когда возводился Большой Царскосельский дворец, и стал автором собственных проектов нескольких царскосельских зданий. Последним местом службы для отца, Дмитрия Васильевича Неелова (1772—1832) был Софийский пехотный полк, вслед за этим последовала отставка в чине майора. Неелов Д. В. взял на себя руководство имениями князя В. В. Долгорукова. Затем последовало переселение в Гжатский уезд Смоленской губернии, однако в 1812 году имение было разорено. В результате было приобретено новое, где возвёл свою усадьбу Пески. За участие в милиции 1812 года Д. В. Неелов получил золотую медаль.

## Биография
Дмитрий, происходивший из смоленских дворян, родился в 1812 году в семье Д. В. Неелова в имении Пески Гжатского уезда Смоленской губернии и был младшим из пяти сыновей и любимцем отца. В детстве он испытал влияние своей матери и старшей сестры Елизаветы. С 1834 года юноша находился под руководством своего брата Н. Д. Неелова, который его подготовил в артиллерийское училище. Во время учёбы на Неелова оказали влияние встречи с родственником, преподавателем математики Императорского училища правоведения А. С. Андреевым и приёмы в доме В. А. Муравьёвой, жены декабриста А. З. Муравьёва.
Помимо учёбы, Д. Неелов служил репетитором. Началось всё с рекомендации начальника его училища барона И. Ф. Розена, данной сенатору А. В. Кочубею, и Неелов начал заниматься с его сыном Петром Аркадьевичем. Затем поступило личное предложение от великого князя Михаила Павловича подготовить к поступлению в Пажеский корпус двух сыновей обер-гофмаршала графа А. П. Шувалова — графов Петра и Павла. Принятый тепло в этой семье, Неелов испытал благосклонное влияние графини Шуваловой, а занятия с сыновьями обернулись дружескими отношениями до конца жизни. Также он, вызвав к себе родного племянника Д. П. Григорьева, подготовил его к поступлению в училище.

### Поездка в Европу (1844—1846)
В 1840 году он окончил обучение в училище с чином прапорщика, но образование было продолжено, причём в специальных классах, где должен был пройти курс высших наук. Успешная учёба принесла ему чин поручика, и в конце концов Неелов получил назначение репетитором по баллистике. В 1844 году уже штабс-капитана Неелова отправили по Высочайшему повелению в заграничную командировку с целью сбора данных по артиллерии. Кроме него, в поездке, проходимой под руководством Р. А. Винспиера, участвовал А. С. Платов. Когда они оказались в Италии, то были представлены императору, ибо в 1845—1846 годах императрица Александра Фёдоровна находилась в Палермо. Сам Неелов совершил поездку в Палермо на несколько дней и был по вызову А. П. Шувалова приглашён к обеденному столу императрицы. Поездка в Европу, кроме достижения непосредственной цели, обернулась для Неелова дружбой на всю жизнь с Платовым и в целом имела для него общеобразовательное значение. Так, он сблизился со многими молодыми людьми из России и иностранными учёными и особенный интерес проявлял к искусству. Возвращение на родину состоялось лишь через два года, в 1846 году.

### Петрозаводск и отставка
Вскоре последовала очередная командировка, на этот раз — в Петрозаводск на Александровский пушечный завод. В задачи Неелова входили участие в испытании руд и присутствие при попытках отлить 36-фунтовые орудия по неаполитанскому способу. Все результаты он отображал в личных докладах императору Николаю I. Пребывание в Петрозаводске привело к знакомству Неелова с женой олонецкого губернатора Наталией Александровной Повало-Швыйковской (урождённая Гернгросс). Когда умер муж Наталии, Неелов и Повало-Швыйковская сочетались браком.
Выйдя в 1848 году в отставку, он переселился в имение своей жены, сельцо Шаталово Смоленской губернии, где посвятил своё время занятиям практическим сельским хозяйством. На это ушло около 11 лет. 4 сентября 1858 года стал членом от правительства в Смоленском комитете, целью которого, как и прочих губернских комитетов, была выработка проектов по улучшению быта помещичьих крестьян. На должности, однако, Неелов пробыл недолго: всего 4,5 месяца (с 4 сентября 1858 года по 14 января 1859 года). Он сам направил просьбу уволить его после распоряжения о том, что члены от правительства теперь не могут проводить в губернских комитетах свои мнения. Кроме того, ему во время этих 11 лет поступало предложение от великой княгини Марии Николаевны, сделанное по совету её отца, заняться воспитанием её детей. Однако Неелов отклонил это предложение. За это время он написал несколько статей для «Экономических записок» Императорского Вольного экономического общества, будучи его корреспондентом.

### Министерство государственных имуществ
Неелов затем получил от графа П. А. Шувалова приглашение о поездке во Францию. В отличие от Шувалова, ехавшего как военный агент, Неелов собирался изучать сельскохозяйственные учреждения этой страны.
За время, прожитое в имении, он также опубликовал в конце 1850-х годов в «Русском вестнике» две статьи: 1) «О личном и общинном владении землёю» (1858 год, кн. 14 и 15); 2) «Что должно разуметь под рациональным сельским хозяйством?»(1857 год, кн. 5). В первой статье главным залогом для успешного развития сельского хозяйства в каждой стране он представил частную собственность. Во второй Неелов рассматривал вопрос, каким должно быть рациональное хозяйство в условиях того времени, и пришёл к выводу о необходимости образования и просвещения для борьбы с пережитками. Статьи обратили на себя внимание, и вскоре последовало предложение о службе в Министерстве государственных имуществ. Ещё 14 декабря 1859 года граф М. Н. Муравьёв, когда докладывал императору о необходимости усиления сельскохозяйственной составляющей в министерстве, получил разрешение от государя взять с этой целью Неелова, «известного по своим способностям, благонадёжности, а равно и по некоторым письменным трудам по части сельского хозяйства».
Вскоре после возвращения из поездки во Францию, 8 февраля 1860 года Неелов стал исполняющим должность вице-директора департамента сельского хозяйства и был произведён в надворные советники. Результаты своего путешествия во Францию он изложил в записке «Об учреждении и организации французских учебных земледельческих заведений», опубликованной в № 4 «Журнала Министерства государственных имуществ» за 1860 год и представленной графу Муравьёву.
Далее следовало быстрое продвижение по служебной лестнице. В начале 1861 года после назначения графа П. А. Валуева управляющим делами комитета министров коллежский асессор Неелов уже стал исполняющим должность директора. После ухода графа М. Н. Муравьёва он, уже статский советник, стал директором департамента сельского хозяйства (впоследствии департамент земледелия и сельской промышленности). Эту должность он не оставлял, пока во главе находился генерал-адъютант А. А. Зеленой. 30 августа 1873 года Неелов стал сенатором (по ходатайству графа П. А. Валуева).
Срок его службы в министерстве охватывает 13 лет, во время которых он участвовал во всех реформах и работах по сельскохозяйственной части с 1860 года. Так, ещё в 1860 году он много сил потратил на помощь Императорскому Вольному экономическому обществу в организации всероссийской выставки сельскохозяйственных произведений. В число его заслуг участие в преобразовании Горыгорецкого земледельческого института и учреждении Петровской сельскохозяйственной академии. Неелов провёл осмотр имения Петровско-Разумовское, которое решено было приобрести для учреждения там высшей сельскохозяйственной школы. Также он принял непосредственное участие в работах, связанных как со строительной и хозяйственной, так и учебной частью. Кроме того, Неелов не обошёл вниманием и некоторые другие сельскохозяйственные учебные заведения, созданные ещё при графе П. Д. Киселёве, такие как учебные фермы и земледельческие училища. Наряду с графом Муравьёвым, предложившим инициативу, и Н. В. Черняевым, он внёс свой вклад в создание и развитие Императорского Сельскохозяйственного музея, местом размещения которого стал Лесной институт, а впоследствии экзерциргауз у Зимнего дворца. Также он принял участие в разработке и введении в 1865 году «Устава о каспийских рыбных промыслах» и развитии т. н. вольного лова.
Наряду с графом П. А. Валуевым Неелов входил в число ближайших сотрудников графа М. Н. Муравьёва, когда шли работы по крестьянскому вопросу. В 1872 году, по инициативе П. А. Валуева, была учреждена комиссия для исследования положения сельского хозяйства и сельской производительности в России, в которой Неелов занимал должность управляющего делами.
После перенесённого летом 1889 года сильного воспаления оболочек сердца Неелов зиму 1889—1890 годов провёл дома. Затем стали проявляться припадки грудной жабы, которая и стала причиной его смерти: он умер в Петербурге во время чаепития с родным племянником генерал-лейтенантом Д. П. Григорьевым 12 марта 1890 года (по другим данным, 14 марта).

## Сенаторская деятельность
Как сенатор Неелов участвовал в заседаниях различных департаментов на протяжении своей жизни: с 17 сентября 1873 года во 2 отделении V (уголовного) департамента; с 1 января 1874 года по 31 декабря 1875 года в уголовном кассационном департаменте; до 9 января 1876 года в 1 отделении V департамента; с 9 января 1876 года по 26 декабря 1880 года во 2 отделении того же департамента и с 26 декабря 1880 года до смерти в 4 департаменте. Оказавшись в уголовном департаменте, Неелов, будучи «всегда сенатором деятельным» посвятил себя, среди прочего, основательному изучению уголовного права, в том числе лучших руководств и сочинений по теме.

## Научная деятельность
Любимым занятием Неелова было чтение исторических и философских книг, а также исследования на разные специальные темы. Научным изысканиям он стал уделять особенно большое внимание после смерти жены в 1877 году. Среди его трудов выделяется изданное в 1884 году обширное исследование «Устройство плотин», выпущенное в трёх томах с атласом лично выполненных им чертежей из 96 таблиц. Последним изданным сочинением Неелова стала статья в журнале «Сельское хозяйство и лесоводство», посвящённая зерносушилке его брата П. Д. Неелова и выпущенная в апреле 1889 года.

## Награды
За 38 лет своей службы Неелов был удостоен многих наград, включая следующие:
- орден Св. Владимира 3-й степени;
- орден Св. Анны 1-й степени;
- орден Св. Владимира 2-й степени;
- орден Белого орла.

Кроме того, в 1863 году Неелов получил в награду 3000 десятин земли в Самарской губернии, а в 1873 году — аренду в 2000 рублей.

## Отзывы
По словам сослуживца, Неелов обладал «характером благородным и возвышенным, умом положительным и точным, образованием разносторонним и основательным, добросовестностью и исполнительностью, доходившими иногда до педантизма». Кроме того, биограф сенатора написал о нём так:

Дмитрий Дмитриевич на всех поприщах, которые он проходил, обращал на себя внимание своими практическими и светлыми взглядами, своим трудолюбием и уменьем работать легко и излагать ясно. При этом он отличался необыкновенной скромностью и, можно сказать, застенчивостью и избегал всякой публичности
В быту его характерными чертами современник называет большую общительность, радушие и гостеприимство. Не имевший собственных детей, Неелов всегда внимательно относился к своим родственникам и выступал их покровителем.

## Сочинения
- «Руководство к изготовлению гонта и о гонтовых крышах» («Труды Вольного Экономического Общества», 1856, т. 4)
- «Что должно разуметь под рациональным сельским хозяйством?» («Русский вестник», 1857 год, кн. 5)
- «О личном и общинном владении землёю» («Русский вестник», 1858 год, кн. 14 и 15)
- «Об учреждении и организации французских учебных земледельческих заведений» («Журнал Министерства государственных имуществ», 1860, № 4)
- «Устройство плотин». Спб., 1884.
- «О зерносушилке» («Сельское хозяйство и лесоводство», 1889, апрель)

## Комментарии
1. ↑  Неелов отвечал за механику и баллистику, в отличие от Платова, отвечавшего за артиллерию, и А. А. Фадеева, присоединившегося всего на несколько месяцев и отвечавшего за область химии. См.: Платов А. С., Кирпичёв Л. Л. Исторический очерк образования и развития Артиллерийского училища. 1820—1870. — СПб., 1870. — С. 176.
2. ↑  Эта статья представляла собой, по сути, разбор статьи Арсеньева «О трудности при введении рационального хозяйства в нашем отечестве» («Записки Императорского Вольного Экономического Общества», 1856, № 40). См.: Вешняков В. И. Сенатор Д. Д. Неелов // Русская старина. — СПб., 1891. — Т. II. — С. 426.; Языков Д. Д. Обзор жизни и трудов покойных русских писателей место=М.. — 1907. — Т. 10. — С. 57.